# Pedra d'esmolar

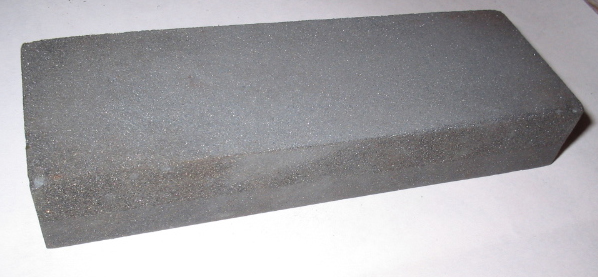
Pedra d'esmolar

Una pedra d'esmolar és un estri que s'utilitza per esmolar i polir instruments i eines de tall, com ara ganivets o tisores. Es comercialitzen pedres d'esmolar en diferents mides depenent del seu ús específic, generalment les portàtils són de forma ovalada. N'hi ha de diferents graus, depenent del gra de la pedra. Per regla general un gra fi es correspon amb una pedra d'esmolar densa i en esmolar elimina menys material del tall i permet fer ajusts fins, mentre que un gra més gran correspon a una pedra més porosa que elimina més material del tall. El grau de les pedres d'esmolar s'indica en números que fan referència a la densitat de gra a la pedra. Segons el material del que estan fetes tenim pedres naturals o pedres de material sintètic.
- Pedres naturals. Generalment s'extreuen de mines. Unes de les de més anomenada a Europa són les de la regió de les Ardenes que tenen un color gris-groguenc característic. Generalment una bona pedra d'esmolar és de preu bastant alt a causa de la dificultat de trobar bones vetes de material.
- Pedres de material sintètic. Solen estar fetes de materials ceràmics abrasius com ara el carbur de silici o el corindó. Se solen comercialitzar amb dos tipus de gra, fi d'una banda i gruixut per l'altre.